# Дългоопашата скачаща мишка
Дългоопашатата скачаща мишка (Notomys longicaudatus) е изчезнал вид бозайник от семейство Мишкови (Muridae).

## Разпространение
Видът е бил разпространен във вътрешността на Австралия. Срещал се е в Северна територия, Южна Австралия, Нов Южен Уелс и Западна Австралия.